# 海上保安庁長官
海上保安庁長官（かいじょうほあんちょうちょうかん、英語: Commandant of the JCG）は、海上保安庁の長。

## 概要
海上保安庁長官については、海上保安庁法（昭和23年法律第28号）第10条に規定があり、同条第2項には「国土交通大臣の指揮監督を受け、庁務を統理し、所部の職員を指揮監督する。ただし、国土交通大臣以外の大臣の所管に属する事務については、各々その大臣の指揮監督を受ける。」と定められている。
海上保安庁長官は、海上保安庁法施行令第9条（海上保安官及び海上保安官補の階級）にその規定がなく、次長・海上保安監と同じく正式には階級制度を適用されず、警察庁長官などと同じく階級制度を適用されない庁内最高位の役職であるが、長官・次長・海上保安監には同位を表す服制があり、法執行の職員である海上保安官などと同様に、制服を規定した海上保安庁職員服制で、そで章、胸章、肩章の規定がある。
海上保安庁長官は指定職7号俸の官職である。国土交通省においては、国土交通事務次官（指定職8号俸）に次ぎ、国土交通審議官（指定職7号俸）と同格である。指定職7号俸の官職は、各省の省名審議官・警視総監（警察庁）・財務官（財務省）・国税庁長官（財務省）などが該当し、「次官級ポスト」とされる。
海上保安庁が創設されて以来、海上保安庁長官、海上保安庁次長には、運輸省（中央省庁再編後は国土交通省）の事務系キャリアが就任し続けて来た。海上保安大学校出身の生え抜きの海上保安官の最高ポストは、海上保安庁のナンバー3である海上保安監であった。
2013年（平成25年）8月1日、海上保安監であった佐藤雄二（海上保安大学校卒）が、海上保安庁長官に就任する人事が発令された。国土交通省のキャリア官僚ではなく、海上保安大学校出身の生え抜きの海上保安官が、海上保安庁長官に就任した最初の事例であり、この人事は当時の内閣総理大臣・安倍晋三の意向であった。2016年（平成28年）6月21日に発令された海上保安庁長官人事においても、海上保安監であった中島敏が就任した。理由は佐藤・前長官と同じである。

## 歴代長官
- 在任期間の列の附列、願は依願退職、昇は運輸事務次官への昇任、換は国土交通審議官への配置換。
- 氏名の列は50音順ソート。

| 代 | 氏名       | 在任期間                                                |    | 出身校・期 | 前職                   | 退任後の主要な役職 |
| -- | ---------- | ------------------------------------------------------- | -- | ---------- | ---------------------- | --- |
| 01 | 大久保武雄 | 1948年（昭和23年）05月01日 - 1951年（昭和26年）05月04日 | 願 |            | 不法入国船舶取締本部長 | 衆議院議員、労働大臣 |
| 02 | 柳沢米吉   | 1951年（昭和26年）05月04日 - 1953年（昭和28年）01月31日 | 願 |            | 海上保安庁次長         | アジア航空測量社長、同会長 |
| 03 | 山口傳     | 1953年（昭和28年）01月31日 - 1955年（昭和30年）05月04日 | 願 |            | 海上保安庁次長         | 羽田空港ターミナルビル副社長 |
| 04 | 島居辰次郎 | 1955年（昭和30年）05月04日 - 1958年（昭和33年）12月05日 | 願 |            | 海上保安庁次長         | 日本原子力船開発事業団理事長 |
| 05 | 安西正道   | 1958年（昭和33年）12月05日 - 1959年（昭和34年）05月06日 | 願 |            | 海上保安庁次長         | 全日本空輸社長 |
| 06 | 林坦       | 1959年（昭和34年）05月06日 - 1961年（昭和36年）07月04日 | 願 |            | 航空局長               | 船舶整備公団理事長 |
| 07 | 和田勇     | 1961年（昭和36年）07月04日 - 1963年（昭和38年）06月07日 | 願 |            | 海上保安庁次長         | |
| 08 | 辻章男     | 1963年（昭和38年）06月07日 - 1964年（昭和39年）02月01日 | 願 |            | 海運局長               | 関西国際空港ビルディング会長 |
| 09 | 今井榮文   | 1964年（昭和39年）02月01日 - 1965年（昭和40年）06月02日 | 願 |            | 大臣官房長             | 新東京国際空港公団総裁 |
| 10 | 栃内一彦   | 1965年（昭和40年）06月02日 - 1966年（昭和41年）07月04日 | 願 |            | 航空局長               | 日本航空開発社長 |
| 11 | 佐藤光夫   | 1966年（昭和41年）07月04日 - 1967年（昭和42年）03月14日 | 昇 |            | 航空局長               | 運輸事務次官 日本民営鉄道協会理事長 国際観光振興会会長 京成電鉄社長 京成百貨店社長 北総開発鉄道社長 オリエンタルランド取締役 交通遺児育成基金会長 |
| 12 | 亀山信郎   | 1967年（昭和42年）03月14日 - 1968年（昭和43年）06月07日 | 願 |            | 海運局長               | 船舶整備公団理事長 |
| 13 | 河毛一郎   | 1968年（昭和43年）06月07日 - 1970年（昭和45年）06月19日 | 願 |            | 船員局長               | |
| 14 | 手塚良成   | 1970年（昭和45年）06月19日 - 1972年（昭和47年）06月30日 | 願 |            | 航空局長               | 国際観光振興会会長 |
| 15 | 野村一彦   | 1972年（昭和47年）06月30日 - 1973年（昭和48年）08月31日 | 願 |            | 自動車局長             | 日本原子力船開発事業団理事長 |
| 16 | 佐原亨     | 1973年（昭和48年）08月31日 - 1974年（昭和49年）06月07日 | 願 |            | 海運局長               | ジャパンライン副社長 |
| 17 | 寺井久美   | 1974年（昭和49年）06月07日 - 1975年（昭和50年）07月18日 | 願 |            | 航空局長               | 日本アジア航空副社長 日本貨物航空副社長 |
| 18 | 薗村泰彦   | 1975年（昭和50年）07月18日 - 1978年（昭和53年）06月27日 | 願 |            | 海運局長               | 帝都高速度交通営団総裁 |
| 19 | 高橋壽夫   | 1978年（昭和53年）06月27日 - 1979年（昭和54年）07月27日 | 願 |            | 航空局長               | 日本空港ビルデング社長、同会長 |
| 20 | 眞島健     | 1979年（昭和54年）07月27日 - 1980年（昭和55年）06月17日 | 願 |            | 海運局長               | 船舶整備公団理事長 日本エアシステム社長 |
| 21 | 妹尾弘人   | 1980年（昭和55年）06月17日 - 1982年（昭和57年）06月11日 | 願 |            | 海運局長               | 船舶整備公団理事長 京成電鉄社長、同会長 |
| 22 | 永井浩     | 1982年（昭和57年）06月11日 - 1983年（昭和58年）06月03日 | 願 |            | 海運局長               | 日本鉄道建設公団総裁 |
| 23 | 石月昭二   | 1983年（昭和58年）06月03日 - 1984年（昭和59年）07月01日 | 願 |            | 海運局長               | 新幹線鉄道保有機構理事長 日本国有鉄道清算事業団理事長                                                                                             |
| 24 | 角田達郎   | 1984年（昭和59年）07月01日 - 1985年（昭和60年）06月26日 | 願 |            | 自動車局長             | 西日本旅客鉄道社長、同会長 |
| 25 | 山本長     | 1985年（昭和60年）06月26日 - 1986年（昭和61年）06月14日 | 願 |            | 運輸政策局長           | 新東京国際空港公団総裁 |
| 26 | 栗林貞一   | 1986年（昭和61年）06月14日 - 1987年（昭和62年）10月06日 | 願 |            | 運輸政策局長           | 日本航空副社長 日本アジア航空会長 |
| 27 | 山田隆英   | 1987年（昭和62年）10月06日 - 1989年（平成元年）06月27日 | 願 |            | 航空局長               | エアーニッポン社長、同会長 |
| 28 | 塩田澄夫   | 1989年（平成元年）06月27日 - 1990年（平成02年）06月27日 | 願 |            | 運輸政策局長           | 日本鉄道建設公団総裁 |
| 29 | 丹羽晟     | 1990年（平成02年）06月27日 - 1991年（平成03年）06月18日 | 願 |            | 航空局長               | 国際観光振興会会長 |
| 30 | 宮本春樹   | 1991年（平成03年）06月18日 - 1992年（平成04年）06月23日 | 願 |            | 航空局長               | 船舶整備公団理事長 運輸施設整備事業団理事長 |
| 31 | 井山嗣夫   | 1992年（平成04年）06月23日 - 1994年（平成06年）06月29日 | 願 |            | 鉄道局長               | 国際観光振興会会長 |
| 32 | 秦野裕     | 1994年（平成06年）06月29日 - 1996年（平成08年）06月25日 | 願 |            | 鉄道局長               | 帝都高速度交通営団副総裁 |
| 33 | 土坂泰敏   | 1996年（平成08年）06月25日 - 1997年（平成09年）07月01日 | 願 | 東京大学   | 運輸政策局長           | 帝都高速度交通営団総裁 |
| 34 | 相原力     | 1997年（平成09年）07月01日 - 1998年（平成10年）07月01日 | 願 |            | 運輸政策局長           | 運輸施設整備事業団理事長 |
| 35 | 楠木行雄   | 1998年（平成10年）07月01日 - 1999年（平成11年）07月14日 | 願 |            | 航空局長               | 軽自動車検査協会理事長 |
| 36 | 荒井正吾   | 1999年（平成11年）07月14日 - 2001年（平成13年）01月05日 | 願 | 東京大学   | 自動車交通局長         | 参議院議員 奈良県知事 |
| 37 | 縄野克彦   | 2001年（平成13年）01月06日 - 2002年（平成14年）08月01日 | 換 |            | 自動車交通局長         | 国土交通審議官 日本航空副社長 一般財団法人日本気象協会会長 一般財団法人日本水路協会会長 株式会社ジェイアール貨物・インターナショナル社長          |
| 38 | 深谷憲一   | 2002年（平成14年）08月01日 - 2004年（平成16年）07月01日 | 願 |            | 航空局長               | 財団法人運輸政策研究機構理事長 日本政策投資銀行理事                                                                                               |
| 39 | 石川裕己   | 2004年（平成16年）07月01日 - 2007年（平成19年）07月10日 | 願 |            | 航空局長               | 独立行政法人鉄道建設・運輸施設整備支援機構理事長                                                                                                  |
| 40 | 岩崎貞二   | 2007年（平成19年）07月10日 - 2009年（平成21年）07月24日 | 願 | 東京大学   | 自動車交通局長         | 一般財団法人空港環境整備協会会長 独立行政法人鉄道建設・運輸施設整備支援機構理事長代理 公益社団法人日本海洋少年団連盟副会長                        |
| 41 | 鈴木久泰   | 2009年（平成21年）07月24日 - 2012年（平成24年）09月11日 | 願 | 東京大学   | 海上保安庁次長         | 日本空港ビルデング副社長 |
| 42 | 北村隆志   | 2012年（平成24年）09月11日 - 2013年（平成25年）08月01日 | 願 | 東京大学   | 国土交通審議官         | 内閣官房内閣審議官兼国土強靱化推進室次長 大阪国際空港ターミナル特別顧問 鉄道建設・運輸施設整備支援機構理事長                                      |
| 43 | 佐藤雄二   | 2013年（平成25年）08月01日 - 2016年（平成28年）06月21日 | 願 | 海保大23期 | 海上保安監             | 運輸安全委員会委員 |
| 44 | 中島敏     | 2016年（平成28年）06月21日 - 2018年（平成30年）07月31日 | 願 | 海保大25期 | 海上保安監             | |
| 45 | 岩並秀一   | 2018年（平成30年）07月31日 - 2020年 (令和2年) 01月7日   | 願 | 海保大27期 | 海上保安監             | |
| 46 | 奥島高弘   | 2020年（令和2年）01月7日 - 2022年（令和4年）6月28日     | 願 | 海保大28期 | 海上保安監             | |
| 47 | 石井昌平   | 2022年（令和4年）06月28日 - 2024年（令和6年）7月1日     | 願 | 東京大学   | 海上保安庁次長         | |
| 48 | 瀬口良夫   | 2024年（令和6年）07月1日 - 現職                         |    | 海保大36期 | 海上保安庁次長         | |

## 海上保安庁長官表彰
海上保安庁長官表彰（海上保安庁長官賞、海上保安庁長官感謝状を含む）は、海上保安庁の定める表彰制度において最高位の表彰であり、海上保安庁表彰規則に規定されている。
主に海上保安官に対する職員表彰の他、海難救助、海上保安に対する協力に対する功労ある者に対する感謝状、あるいは海上保安庁の主催・共催・後援する催事において実施されたコンクール等において最優秀者あるいは優秀者に対して授与される海上保安庁長官賞などがある。
海上保安官に対する表彰の例
- 海上保安勲功章
- 海上保安功績章
- 海上保安発明考案章